# 28. ročník udílení Zlatých glóbů
28. ročník udílení Zlatých glóbů se konal 5. února 1971 v hotelu Beverly Hilton v Beverly Hills, Los Angeles. Organizátorem předávání filmových cen Zlatý glóbus je Asociace zahraničních novinářů sdružených v Hollywoodu. Hotel Beverly Hilton byl dějištěm Zlatých glóbů už dříve, v roce 1961. Pak se na celých deset let ceremoniál přesunul do hotelu Ambassador. V Beverly Hilton se udílení Glóbů koná od té doby pravidelně. Udílely se tam i zatím poslední ceny na 69. ročníku.
Nejvíce nominací posbíral dramatický snímek Love Story a to sedm. Cen nakonec získal pět. V kategorii herečka ve vedlejší roli byly dvě vítězky, Karen Black a Maureen Stapleton. Francie měla v kategorii zahraniční film v jiném, než anglickém jazyce zastoupení až ve třech snímcích.
Herec George C. Scott získal Glóbus za ztvárnění generála Pattona ve filmu Generál Patton. Za stejnou roli získal i Oscara. Toho však odmítl převzít s tím, že nebude v žádné soutěži se svými hereckými kolegy. Herečka a zpěvačka Barbra Streisand byla oceněná Cenou Henrietta druhý rok po sobě. Hudebník Johnny Cash získal svou první a zároveň poslední nominaci za píseň „Ballad Of Little Fauss“ k filmu Little Fauss and Big Halsey. Cenu si v kategorii filmová píseň nakonec odnesl legendární skladatel Henry Mancini a textař Johnny Mercer. Pro Manciniho to byla jediná výhra, i když byl na Glóbus celkově navržen jedenáctkrát.
V televizních kategoriích se objevila novinka v podobě vedlejších hereckých výkonů. Prvními nositeli ocenění byli Gail Fisher a James Brolin.

## Vítězové a nominovaní

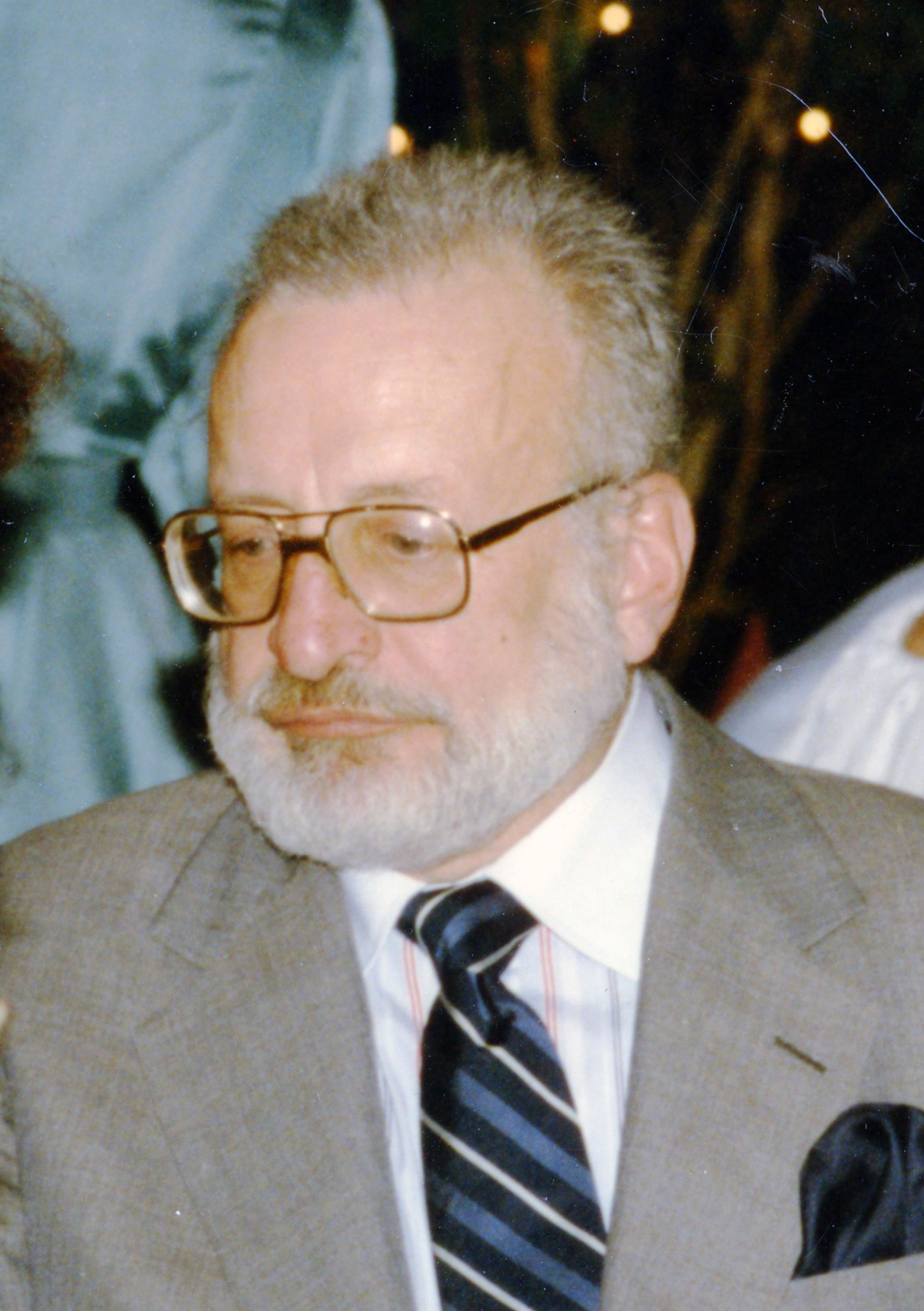
Nejlepší dramatický herec George C. Scott

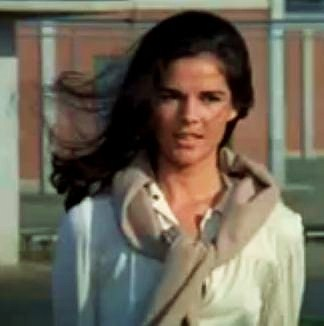
Nejlepší dramatická herečka Ali MacGraw

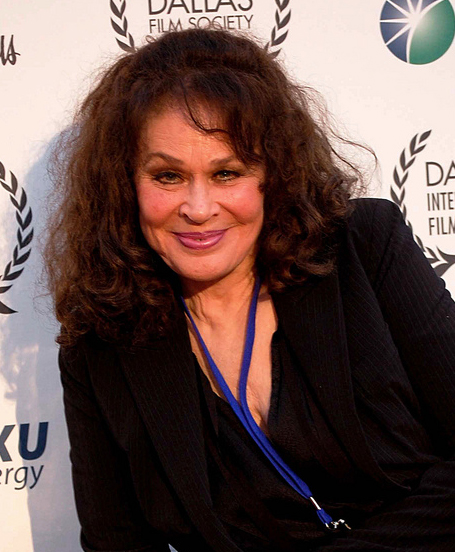
Nejlepší vedlejší herečka Karen Black

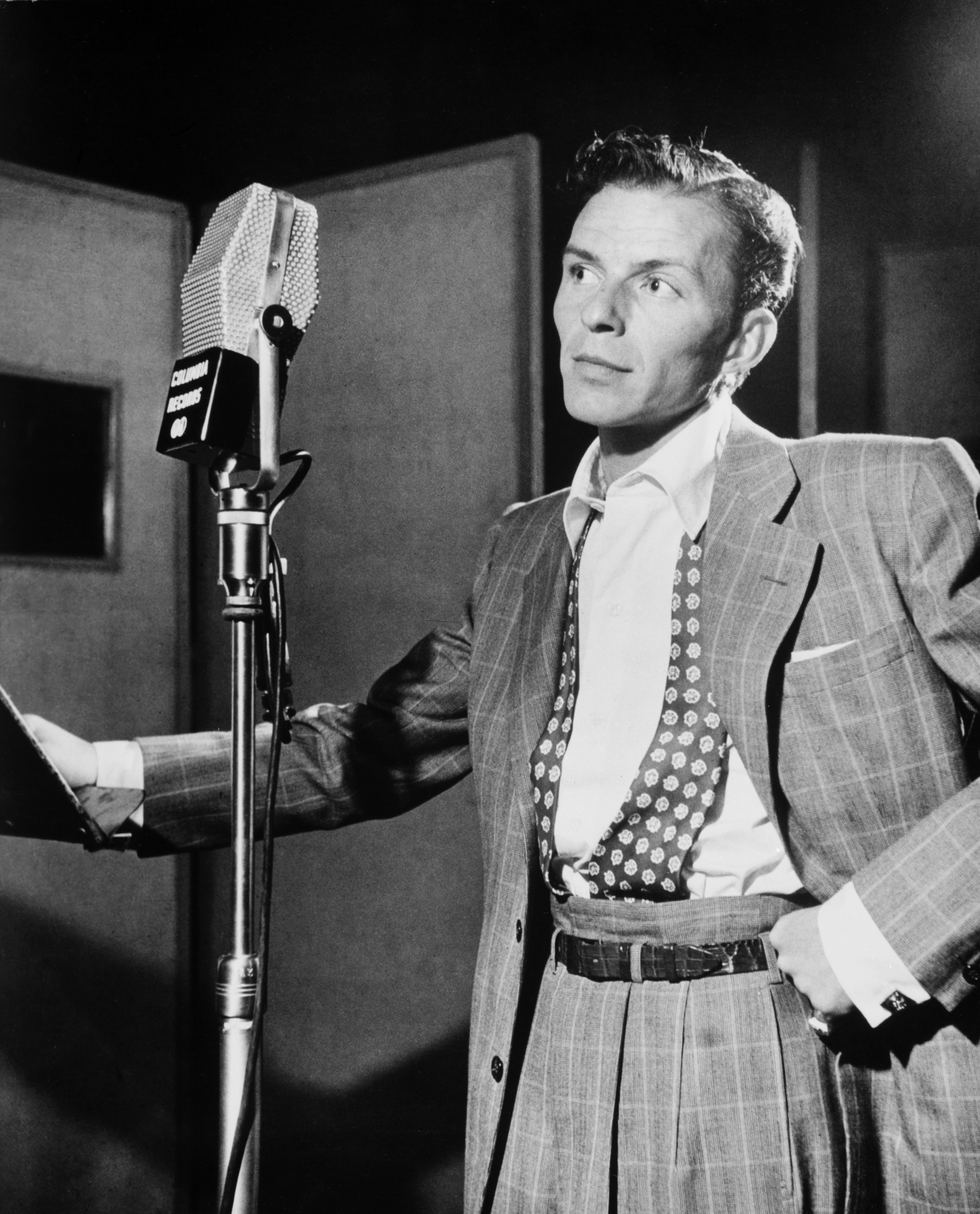
Cenu Cecila B. DeMilla získal Frank Sinatra

### Filmové počiny

#### Nejlepší film (drama)
- Love Story – producent Howard G. Minsky
- Letiště – producent Ross Hunter
- Malé životní etudy – producenti Bob Rafelson, Richard Wechsler
- Nikdy jsem nezpíval svému otci – producent Gilbert Cates
- Generál Patton – producent Frank McCarthy

#### Nejlepší film (komedie / muzikál)
- MASH – producent Ingo Preminger
- Darling Lili – producent Owen Crump
- Diary Of a Mad Housewife – producent Frank Perry
- Milenci a další cizinci – producent David Susskind
- Scrooge – producent Robert H. Solo

#### Nejlepší režie
- Arthur Hiller – Love Story
- Robert Altman – MASH
- Bob Rafelson – Malé životní etudy
- Ken Russell – Zamilované ženy
- Franklin J. Schaffner – Generál Patton

#### Nejlepší herečka (drama)
- Ali MacGraw – Love Story
- Faye Dunawayová – Žena s tajenkou
- Glenda Jackson – Zamilované ženy
- Melina Mercouri – Promise At Dawn
- Sarah Miles – Ryan's Daughter

#### Nejlepší herečka (komedie / muzikál)
- Carrie Snodgress – Diary Of a Mad Housewife
- Julie Andrews – Darling Lili
- Sandy Dennis – Burani ve městě
- Angela Lansburyová – Something For Everyone
- Barbra Streisand – Básník a kočička

#### Nejlepší herec (drama)
- George C. Scott – Generál Patton
- Melvyn Douglas – Nikdy jsem nezpíval svému otci
- James Earl Jones – The Great White Hope
- Jack Nicholson – Malé životní etudy
- Ryan O'Neal – Ryan's Daughter

#### Nejlepší herec (komedie / muzikál)
- Albert Finney – Scrooge
- Richard Benjamin – Diary Of a Mad Housewife
- Elliott Gould – MASH
- Jack Lemmon – Burani ve městě
- Donald Sutherland – MASH

#### Nejlepší herečka ve vedlejší roli
- Karen Black – Malé životní etudy
- Maureen Stapleton – Letiště
- Tina Chin – Havajané
- Lee Grant – Pan domácí
- Sally Kellerman – MASH

#### Nejlepší herec ve vedlejší roli
- John Mills – Ryan's Daughter
- Chief Dan George – Malý Velký Muž
- Trevor Howard – Ryan's Daughter
- George Kennedy – Letiště
- John Marley – Love Story

#### Objev roku – herečka
- Carrie Snodgress – Diary Of a Mad Housewife
- Jane Alexander – The Great White Hope
- Lola Falana – Vykoupení L.B. Jonese
- Anna Calder Marshall – Kočičko, kočičko miluji tě
- Marlo Thomas – Jenny
- Angel Tompkins – Miluji svojí ženu

#### Objev roku – herec
- James Earl Jones – The Great White Hope
- Asaf Dajan – Promise At Dawn
- Frank Langella – Diary Of a Mad Housewife
- Joe Namath – Norwood
- Kenneth Nelson – Kluci z party

#### Nejlepší scénář
- Erich Segal – Love Story
- Carole Eastman – Malé životní etudy
- John Cassavetes – Manželé
- Ring Lardner – MASH
- Leslie Bricusse – Scrooge

#### Nejlepší hudba
- Francis Lai – Love Story
- Alfred Newman – Letiště
- Frank Cordell – Cromwell
- Leslie Bricusse – Scrooge
- Michel Legrand – Na Větrné hůrce

#### Nejlepší filmová píseň
- „Whistling Away the Dark“ – Darling Lili, hudba Henry Mancini, text Johnny Mercer
- „Ballad Of Little Fauss“ – Little Fauss and Big Halsey, hudba a text Johnny Cash
- „Pieces Of Dreams“ – Pieces Of Dreams, hudba Michel Legrand, text Alan Bergman, Marilyn Bergman
- „Thank You Very Much“ – Scrooge, hudba a text Leslie Bricusse
- „Till Love Touches Your Life“ – Madron, hudba Riz Ortolani, text Arthur Hamilton

#### Nejlepší zahraniční film (v jiném než anglickém jazyce)
- Cestující v dešti – režie René Clément, Francie
- Borsalino – režie Jacques Deray, Itálie
- Doznání – režie Costa - Gavras, Francie
- Podivné vyšetřování – režie Elio Petri, Itálie
- Ore'ach B'Onah Metah – režie Moshé Mizrahi, Francie / Izrael

#### Nejlepší zahraniční film (v anglickém jazyce)
- Zamilované ženy – režie Ken Russell, Velká Británie
- Act Of the Heart – režie Paul Almond, Kanada
- Bloomfield – režie Richard Harris, Velká Británie
- The Virgin and The Gypsy – režie Christopher Miles, Velká Británie
- Aru heishi no kake – režie Keith Larsen, Japonsko

### Televizní počiny

#### Nejlepší televizní seriál (drama)
- Medical Center
- The Bold Ones: The Senator
- Marcus Welby, M.D.
- The Mod Squad
- Young Lawyers

#### Nejlepší televizní seriál (komedie / muzikál)
- The Carol Burnett Show
- The Courtship Of Eddie's Father
- Family Affair
- The Glen Campbell Goodtime Hour
- The Partridge Family

#### Nejlepší herečka v seriálu (drama)
- Peggy Lipton – The Mod Squad
- Amanda Blake – Gunsmoke
- Linda Cristal – High Chaparral
- Yvette Mimieux – The Most Deadly Game
- Denise Nicholas – Room 222

#### Nejlepší herečka v seriálu (komedie / muzikál)
- Mary Tyler Moore – The Mary Tyler Moore Show
- Lucille Ball – Here's Lucy
- Shirley Jones – The Partridge Family
- Juliet Mills – The Nanny and The Professor
- Elizabeth Montgomery – Bewitched

#### Nejlepší herec v seriálu (drama)
- Peter Graves – Mission: Impossible
- Mike Connors – Mannix
- Chad Everett – Medical Center
- Burt Reynolds – Dan August
- Robert Young – Marcus Welby, M.D.

#### Nejlepší herec v seriálu (komedie / muzikál)
- Flip Wilson – The Flip Wilson Show
- Herschel Bernardi – Arnie
- David Frost – The David Frost Show
- Merv Griffin – The Merv Griffin Show
- Danny Thomas – Make Room For Granddaddy

#### Nejlepší herečka ve vedlejší roli (seriál)
- Gail Fisher – Mannix
- Sue Ane Langdon – Arnie
- Mijoši Umeki – The Courtship Of Eddie's Father
- Karen Valentine – Room 222
- Leslie Warren – Mission: Impossible

#### Nejlepší herec ve vedlejší roli (seriál)
- James Brolin – Marcus Welby, M.D.
- Tige Andrews – The Mod Squad
- Michael Constantine – Room 222
- Henry Gibson – Rowan & Martin's Laugh-In
- Zalman King – Young Lawyers

### Zvláštní ocenění

#### Henrietta Award (Oblíbenci světového filmu)
- herečka Barbra Streisand
- herec Clint Eastwood
- herečka Sophia Loren
- herec Sidney Poitier

#### Cena Cecila B. DeMilla
- Frank Sinatra